# Tulbaghia
Tulbhagia es un género de plantas herbáceas, perennes y bulbosas con aproximadamente 30 especies originarias de África,  perteneciente a la familia Amaryllidaceae.

## Taxonomía
El género fue descrito por Carlos Linneo y publicado en Mantissa Plantarum 148, 223. 1771. La especie tipo es: Tulbaghia capensis L. 
Etimología
Tulbaghia: nombre genérico que fue nombrado en honor de Ryk Tulbagh (1699-1771), que fue gobernador en el Cabo Buena Esperanza.

## Listado de especies
Las especies de Tulbaghia son: 
- Tulbaghia acutiloba Harv.
- Tulbaghia aequinoctialis Welw. ex Baker
- Tulbaghia affinis Link
- Tulbaghia alliacea L.f.
- Tulbaghia bragae Engl.
- Tulbaghia calcarea Engl. & K.Krause
- Tulbaghia cameronii Baker
- Tulbaghia capensis L.
- Tulbaghia coddii Vosa & Burb.
- Tulbaghia cominsii Vosa
- Tulbaghia dregeana Kunth
- Tulbaghia friesii Suess.
- Tulbaghia galpinii Schltr.
- Tulbaghia hypoxidea Sm.
- Tulbaghia leucantha Baker
- Tulbaghia ludwigiana Harv.
- Tulbaghia luebbertiana Engl. & K.Krause
- Tulbaghia macrocarpa Vosa
- Tulbaghia montana Vosa
- Tulbaghia natalensis Baker
- Tulbaghia nutans Vosa
- Tulbaghia pauciflora Baker
- Tulbaghia rhodesica R.E.Fr.
- Tulbaghia simmleri P.Beauv.
- Tulbaghia tenuior K.Krause & Dinter
- Tulbaghia transvaalensis Vosa
- Tulbaghia verdoornia Vosa & Burb.
- Tulbaghia violacea Harv.
- Tulbaghia x aliceae Vosa